# Piotr Poręba
Piotr Poręba (ur. 22 kwietnia 1908 w Mystkowie, zm. 23 lipca 1991 w Mystkowie k. Nowego Sącza) – polski duchowny rzymskokatolicki, katecheta, teolog, pastoralista.

## Życiorys
Pochodził z parafii Świętych Apostołów Filipa i Jakuba, jako syn Marcina i Katarzyny z domu Sekuła. W 1915 roku rozpoczął naukę w miejscowej szkole, a następnie po przerwie na skutek działań wojennych kontynuował ją w szkole podstawowej (4-klasowej), którą ukończył w 1921 roku. W tym samym roku rozpoczął naukę w Gimnazjum w Nowym Sączu, a następnie od 6 klasy uczęszczał do Gimnazjum  w Tarnowie, gdzie złożył egzamin dojrzałości w 1929 roku. Po maturze wstąpił do Wyższego Seminarium Duchownego w Tarnowie, gdzie odbył 5-letnie studia teologiczne uprawniające do przyjęcia święceń kapłańskich, które otrzymał 29 czerwca 1934 roku z rąk bpa Franciszka Lisowskiego.
Po święceniach kapłańskich, podjął pracę duszpasterską w parafii Zbylitowska Góra (1934-1936), a następnie w Czchowie nad Dunajcem pełnił obowiązki katechety, a także administratora parafii (1936-1938). Od stycznia 1938 roku do września tego samego roku był krótko katechetą w parafiach Gwoździec i Śnietnica. Natomiast od września 1938 roku pełnił przez dwa niespełna lata obowiązki dyrektora bursy i katechety gimnazjalnego w Grybowie. W czasie wojny ks. Piotr Poręba pełnił obowiązki wikariusza w parafii Podegrodzie koło Nowego Sącza (1940-1942). Tu został przejściowo aresztowany przez gestapo za udział w podziemnym ruchu oporu i w tajnym nauczaniu. Po wyjściu z więzienia ukrywał się do 1945 r. poza krótkim pobytem w parafii Łososina Górna (1942). Po wojnie na nowo podjął obowiązki nauczania i wychowania młodzieży w szkołach średnich w Nowym Sączu (1945-1946), a w latach 1946-1951 pracował w Grybowie jako katecheta, kierownik i wychowawca internatu młodzieży męskiej.
W roku 1947 rozpoczął studia pedagogiczne i psychologiczne na Uniwersytecie Jagiellońskim w Krakowie, które ukończył w 1950 roku, uzyskując magisterium z zakresu pedagogiki. W 1950 r. został oskarżony przez Urząd Bezpieczeństwa o przynależność do Armii Krajowej, na skutek czego porzucił pracę w zawodzie katechety i ukrywał się do 1955 roku. Jakiś czas przebywał u ks. proboszcza Jakubiaka w Dąbrowie Tarnowskiej, a także w Warszawie i innych miejscach. Dnia 7 lipca 1956 r. został uwolniony od zarzutu przez Prokuraturę Wojewódzką w Krakowie. W latach 1956–1963 pracował jako katecheta w Sędziszowie. Oprócz pracy katechetycznej wykorzystywał ten czas na dalsze studia na Wydziale Pedagogicznym Uniwersytetu Warszawskiego (1956-1960). Po przedłożeniu rozprawy pt. Pedagogika Jana Władysława Dawida na tle epoki i po złożeniu egzaminów doktorskich uzyskał stopień naukowy doktora nauk humanistycznych w zakresie pedagogiki (1960). W 1963 r. inkardynował się do diecezji warmińskiej i w Olsztynie, w Warmińskim Seminarium Duchownym "Hosianum", podjął wykłady z pedagogiki i katechetyki, które kontynuował w następnych latach.
Od 1966 r. przejął wykłady z psychologii rozwojowej i pedagogiki leczniczej w Instytucie Teologii Pastoralnej przy Wydziale Teologicznym KUL i tu się habilitował 27 lutego 1967 r. na podstawie rozprawy pt. Działalność wychowawcza i poglądy pedagogiczne ks. Walentego Gadowskiego. Stopień naukowy doktora habilitowanego zatwierdził Minister Oświaty i Szkolnictwa Wyższego pismem z 13 czerwca 1969 roku. Od 1968 r. pełnił obowiązki kierownika Katedry Psychologii Duszpasterskiej, przemianowanej w 1974 r. na Katedrę Pedagogiki Rodziny, gdzie również został kierownikiem katedry. Była to pierwsza katedra o takim profilu w Polsce.
W latach 1975–1976 pełnił funkcję dziekana Wydziału Teologicznego KUL. W 1976 r. otrzymał stopień profesora nadzwyczajnego. W 1978 r. przeszedł na emeryturę i zamieszkał u brata w Mystkowie, gdzie zmarł 23 lipca 1991 r. i został pochowany na tamtejszym cmentarzu.
Ks. Piotr Poręba żywo interesował się szczególnie dwoma zagadnieniami: rodziną i jej funkcją wychowawczą oraz katechizacją dzieci i młodzieży. W rodzinie widział ogromną rolę w wychowaniu młodego człowieka. Oryginalność jego poglądów polegała na tym, że jako pierwszy w Polsce wyszedł naprzeciw chrześcijańskim małżonkom z „teologią praktyczną”, przeszczepiając na polski grunt wskazania Soboru Watykańskiego II. Wśród najbardziej praktycznych metod wychowawczych, które trzeba przekazać młodym ludziom przygotowującym się do małżeństwa, wskazywał  atmosferę wychowawczą domu rodzinnego, oddziaływanie rodziców przez przykład oraz metodę dialogu wychowawczego.
Był odznaczony Krzyżem Kawalerskim Orderu Odrodzenia Polski.
Od 14 października 1994 roku ks. prof. dr hab. Piotr Poręba jest Patronem Szkoły Podstawowej, a od 2002 roku Zespołu Szkół Podstawowo-Gimnazjalnych w Mystkowie.

## Wybrane publikacje
- Psychologiczne uwarunkowania życia małżeńskiego
- Wartości pedagogiki Jana Korczaka
- Współżycie pokoleń na bazie rodzinnej
- Psychologiczne uwarunkowania życia rodzinnego
- Psychologia rozwojowa dzieci i młodzieży
- Psychologia życia małżeńskiego i rodzinnego
- Wychowanie dziecka w rodzinie
- Pedagogika specjalna[4]